# غاز صناعي

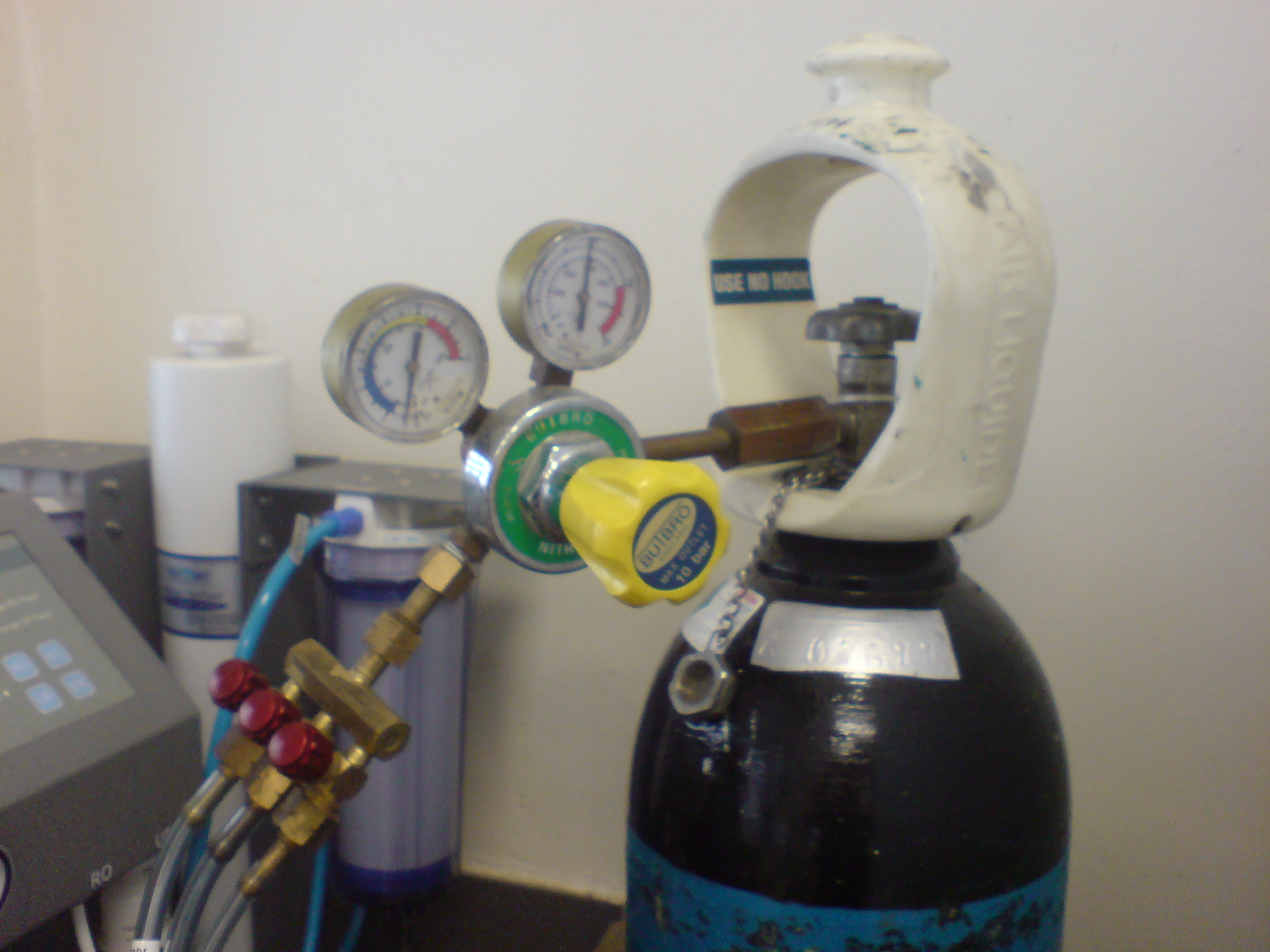
منظم غاز متصل بأسطوانة نيتروجين.

الغازات الصناعية هي المواد الغازية التي يتم تصنيعها للاستخدام في الصناعة. الغازات الرئيسية المقدمة هي النيتروجين والأكسجين وثاني أكسيد الكربون والأرجون والهيدروجين والهيليوم والأسيتيلين، على الرغم من توفر العديد من الغازات والمخاليط الأخرى في أسطوانات الغاز. تُعرف الصناعة التي تنتج هذه الغازات أيضًا باسم الغاز الصناعي، والتي يُنظر إليها أيضًا على أنها تشمل توريد المعدات والتكنولوجيا لإنتاج الغازات واستخدامها. يعد إنتاجها جزءًا من الصناعة الكيميائية الأوسع نطاقًا (حيث غالبًا ما يُنظر إلى الغازات الصناعية على أنها «مواد كيميائية متخصصة»).
تُستخدم الغازات الصناعية في مجموعة واسعة من الصناعات، تشمل النفط والغاز والبتروكيماويات والكيماويات والطاقة والتعدين وصناعة الصلب والمعادن وحماية البيئة والطب والأدوية والتكنولوجيا الحيوية والغذاء والماء والأسمدة والطاقة النووية والإلكترونيات والفضاء. يُباع الغاز الصناعي لمؤسسات صناعية أخرى من خلال طلبات كبيرة للعملاء الصناعيين من الشركات، وتتوفر عادةً منشأة معالجة لدى الشركة الصناعية أو خط أنابيب لتوزيع الغاز المستلم إلى الأسطوانات.
ثمة وكلاء محليون يعملون على تزويد الشركات الصناعية بالجملة. يغطي هذا العمل بيع أو تأجير أسطوانات الغاز والمعدات المرتبطة بها للتجار وأحيانًا لعامة الناس. ويشمل ذلك منتجات مثل بالون الهيليوم وغازات صرف براميل البيرة وغازات اللحام ومعدات اللحام وغاز البترول المسال والأكسجين الطبي.
لا تقتصر مبيعات التجزئة لإمدادات الغاز الصغيرة على شركات الغاز الصناعية أو وكلائها فقط. تتوفر مجموعة متنوعة من حاويات الغاز الصغيرة المحمولة يدويًا، والتي يمكن تسميتها بالأسطوانات أو الزجاجات أو الخراطيش أو الكبسولات أو العلب، لتزويد غاز البترول المسال أو البوتان أو البروبان أو ثاني أكسيد الكربون أو أكسيد النيتروز. ومن الأمثلة على ذلك شواحن الكريمة المخفوقة وبوويرليتس والتخييم وسوداستريم.

## التاريخ المبكر للغازات

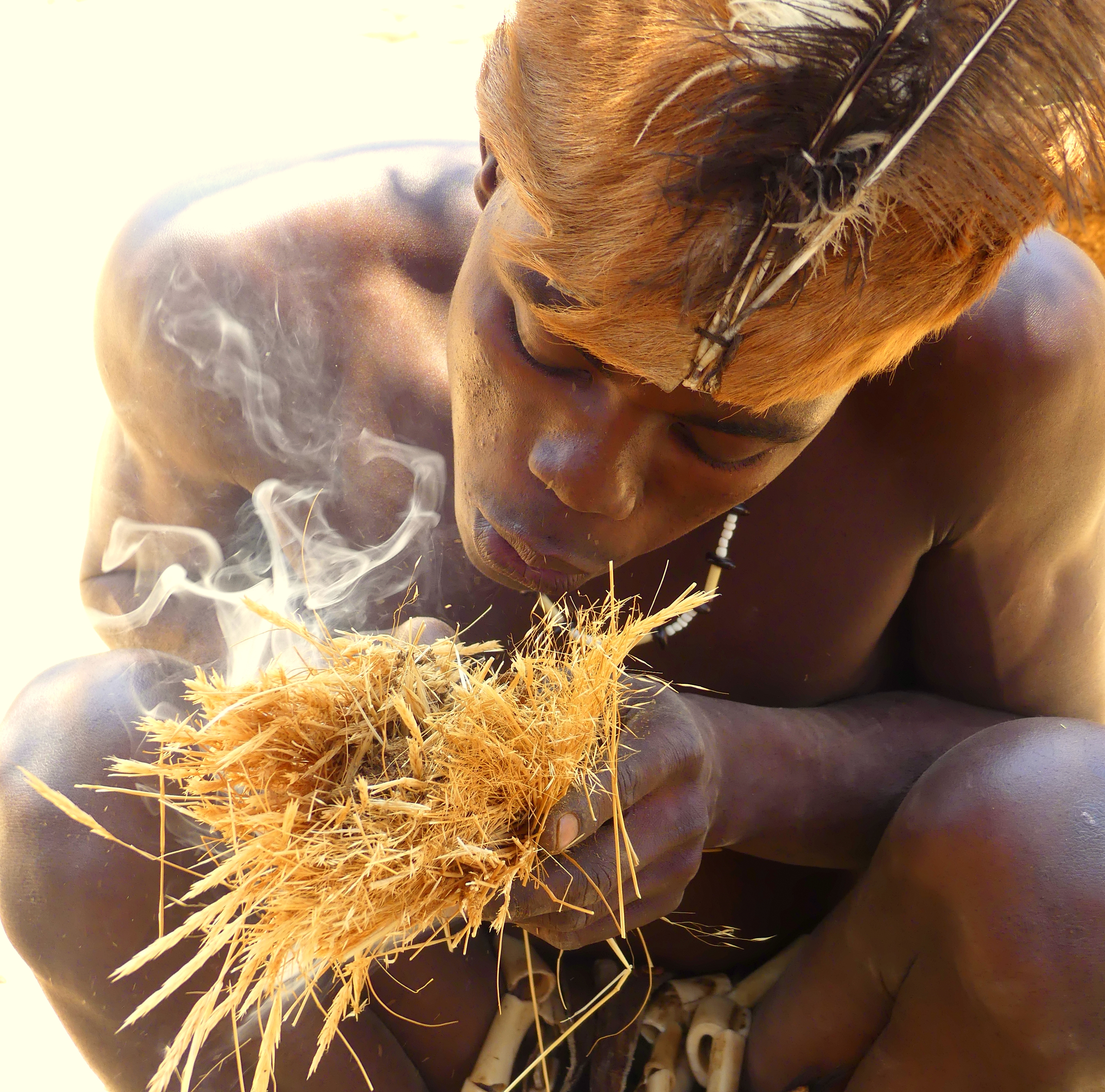
نفخ الهواء في شرارة

من شبه المؤكد أن أول غاز من البيئة الطبيعية يستخدمه البشر هو الهواء عندما تم اكتشاف أن النفخ على النار أو تأجيجها يجعله يشتعل أكثر. استخدم البشر أيضًا الغازات الدافئة من النار لتدخين الأطعمة والبخار من الماء المغلي لطهي الأطعمة.

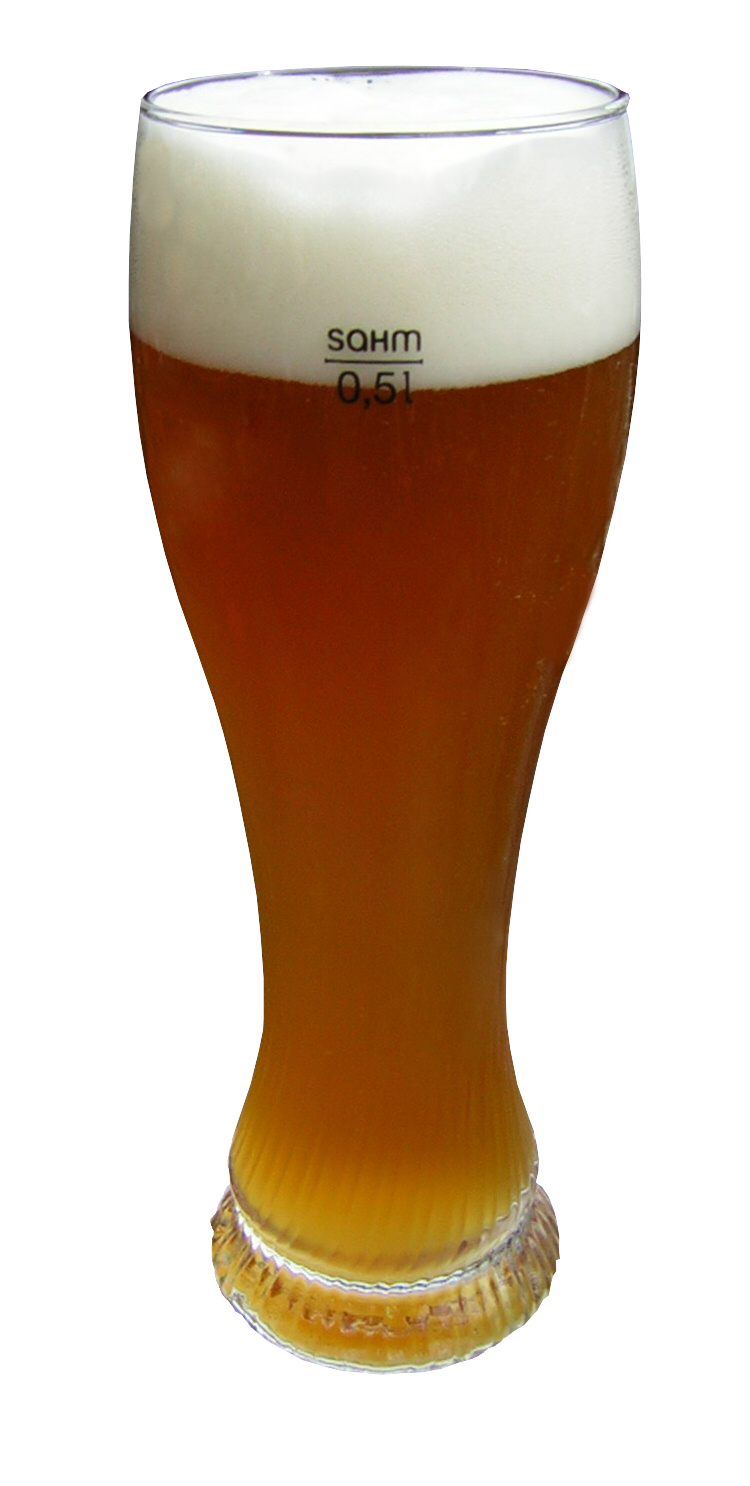
تشكل فقاعات ثاني أكسيد الكربون رغوة على السوائل المخمرة مثل البيرة

ثاني أكسيد الكربون كان معروفا منذ العصور القديمة باسم ثانوية لل تخمير، ولا سيما بالنسبة لل مشروبات، والتي تم توثيقها أولا يعود تاريخها إلى 7000-6600 قبل الميلاد في جياهو، الصين. استخدم الصينيون الغاز الطبيعي في حوالي 500 قبل الميلاد عندما اكتشفوا إمكانية نقل الغاز المتسرب من الأرض في خطوط أنابيب خام من الخيزران إلى حيث تم استخدامه لغلي مياه البحر. استخدم الرومان ثاني أكسيد الكبريت في صناعة النبيذ حيث تم اكتشاف أن حرق الشموع المصنوعة من الكبريت  داخل أوعية النبيذ الفارغة سيبقيها طازجة ويمنعها من اكتساب رائحة الخل.

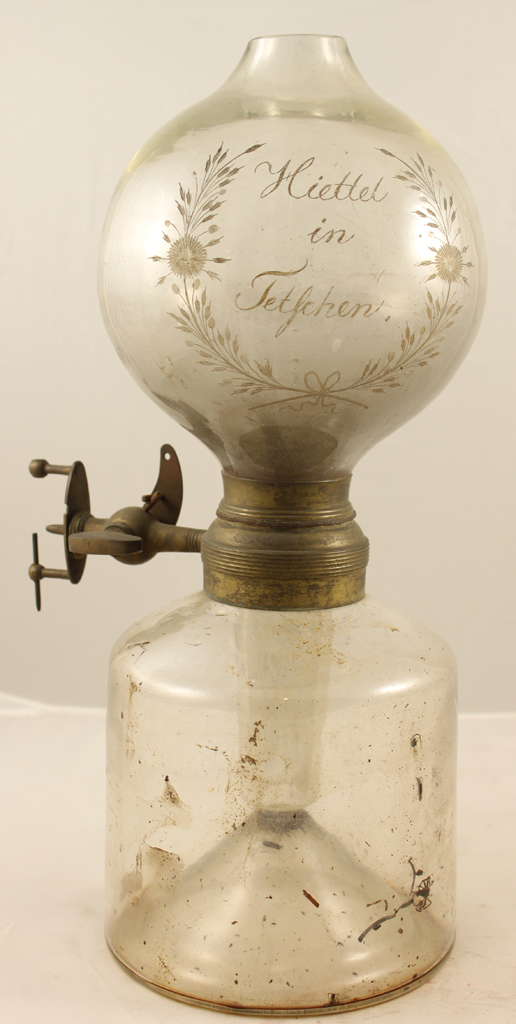
مصباح الهيدروجين Döbereiner.

يتكون الفهم المبكر من الأدلة التجريبية وعلم الكيمياء الأولية؛ ولكن مع ظهور المنهج العلمي  وعلم الكيمياء، أصبحت هذه الغازات محددة ومفهومة بشكل إيجابي.

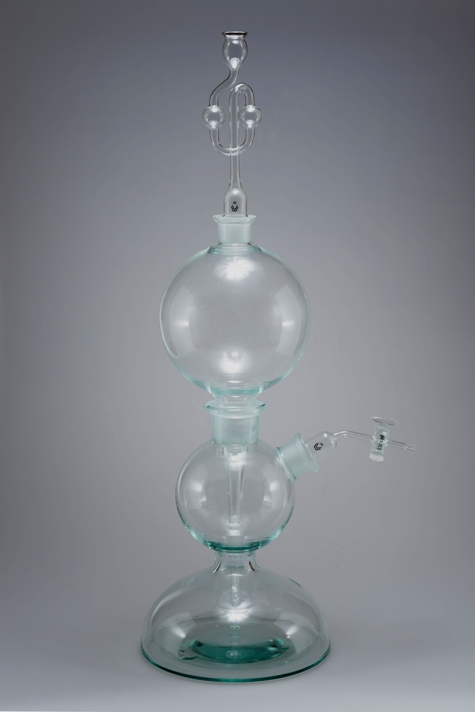
جهاز كيب

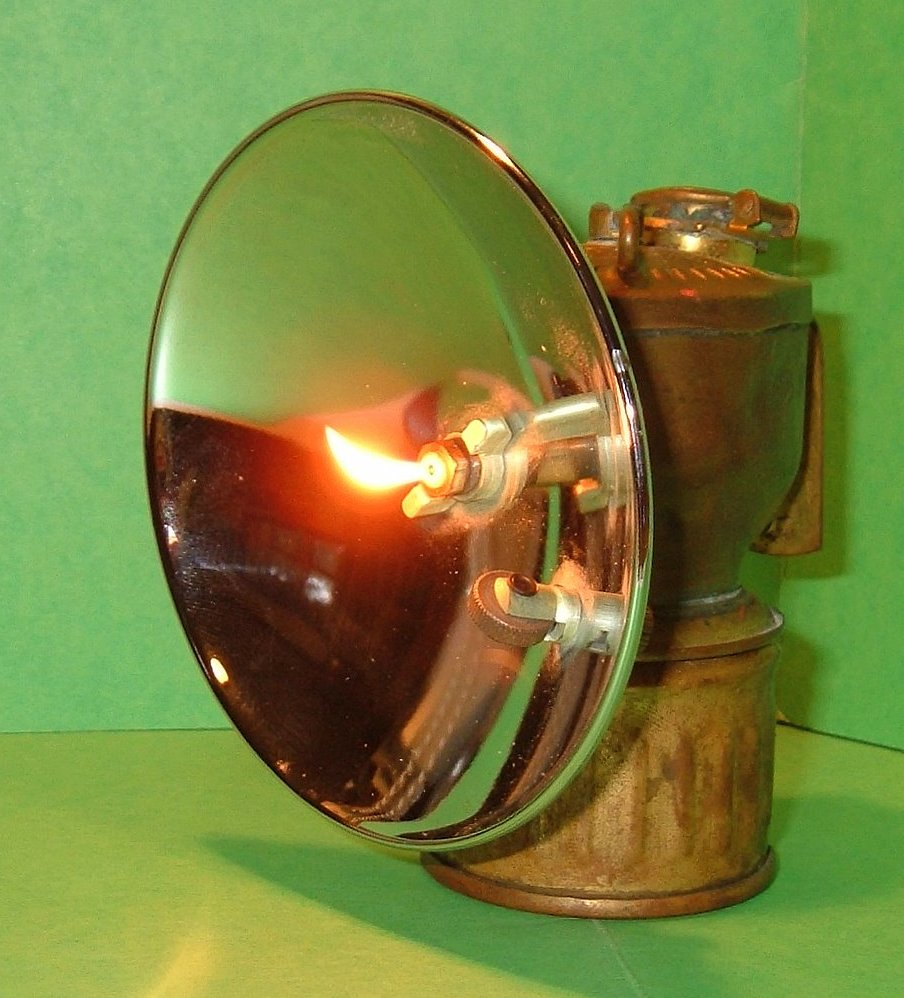
مصباح كربيد اللهب الأسيتيلين

يخبرنا تاريخ الكيمياء أنه تم تحديد عدد من الغازات وإما اكتشافها أو صنعها لأول مرة في شكل نقي نسبيًا خلال الثورة الصناعية في القرنين الثامن عشر والتاسع عشر بواسطة كيميائيين بارزين في مختبراتهم. الجدول الزمني للاكتشاف المنسوب للغازات المختلفة هو ثاني أكسيد الكربون (1754)،  الهيدروجين (1766)،  النيتروجين (1772)،  أكسيد النيتروز (1772)،  الأكسجين (1773)،  الأمونيا (1774)،  الكلور (1774)،  الميثان (1776)،  كبريتيد الهيدروجين (1777)،  أول أكسيد الكربون (1800)،  كلوريد الهيدروجين (1810)،  الأسيتيلين (1836)،  الهيليوم (1868)  الفلور (1886)،  الأرجون (1894)،  الكريبتون والنيون والزينون (1898)  والرادون (1899).
تم استخدام ثاني أكسيد الكربون، والهيدروجين، وأكسيد النيتروز، والأكسجين، والأمونيا، والكلور، وثاني أكسيد الكبريت، وغاز الوقود المُصنَّع بالفعل خلال القرن التاسع عشر، وكان له استخدامات أساسية في الطعام، والتبريد، والطب، وإضاءة الوقود والغاز. على سبيل المثال، تم تصنيع المياه الغازية من عام 1772 وتجاريًا من عام 1783، واستخدم الكلور لأول مرة لتبييض المنسوجات في عام 1785  واستخدم أكسيد النيتروز لأول مرة لتخدير طب الأسنان في عام 1844. في هذا الوقت، كانت الغازات تتولد غالبًا للاستخدام الفوري من خلال التفاعلات الكيميائية. أحد الأمثلة البارزة للمولد هو جهاز كيب الذي تم اختراعه عام 1844  ويمكن استخدامه لتوليد غازات مثل الهيدروجين وكبريتيد الهيدروجين والكلور والأسيتيلين وثاني أكسيد الكربون عن طريق تفاعلات بسيطة لتطور الغاز. تم تصنيع الأسيتيلين تجاريًا من عام 1893 واستُخدمت مولدات الأسيتيلين من حوالي عام 1898 لإنتاج الغاز للطهي بالغاز وإضاءة الغاز، لكن الكهرباء أصبحت أكثر عملية للإضاءة وبمجرد إنتاج غاز البترول المسال تجاريًا اعتبارًا من عام 1912، انخفض استخدام الأسيتيلين للطهي.

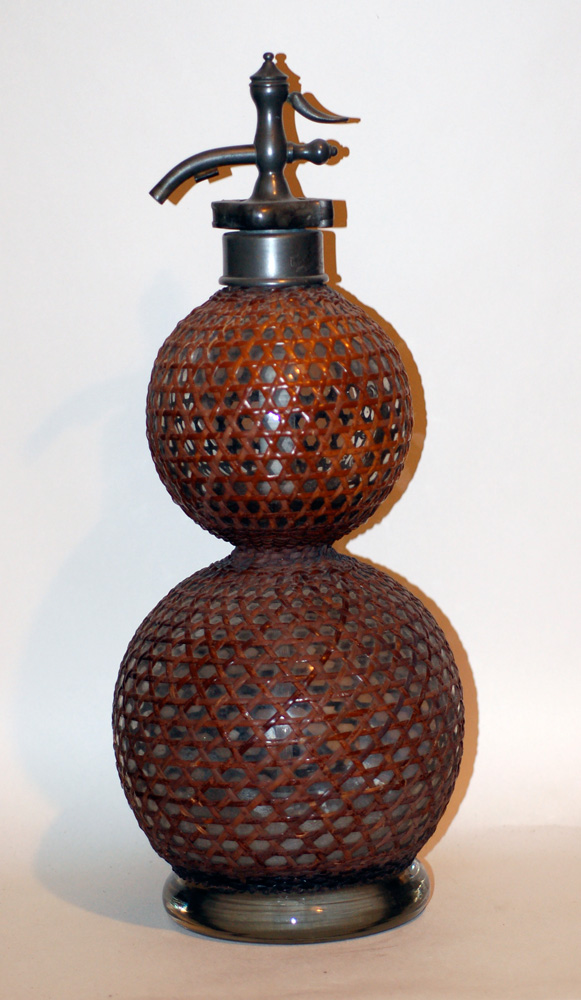
أواخر العصر الفيكتوري Gasogene لإنتاج المياه الغازية

بمجرد اكتشاف الغازات وإنتاجها بكميات متواضعة، حفزت عملية التصنيع على الابتكار واختراع التكنولوجيا لإنتاج كميات أكبر من هذه الغازات. تشمل التطورات البارزة في الإنتاج الصناعي للغازات التحليل الكهربائي للماء لإنتاج الهيدروجين (في عام 1869) والأكسجين (من عام 1888)، وعملية برين لإنتاج الأكسجين التي تم اختراعها في عام 1884، وعملية الكلور القلوي لإنتاج الكلور في عام 1892 وعملية هابر لإنتاج الأمونيا عام 1908.
كما أدى تطوير الاستخدامات في التبريد إلى حدوث تطورات في تكييف الهواء وإسالة الغازات. تم تسييل ثاني أكسيد الكربون لأول مرة في عام 1823. اخترع جاكوب بيركنز أول دورة تبريد بضغط بخار باستخدام الأثير في عام 1834 ودورة مماثلة باستخدام الأمونيا تم اختراعها في عام 1873 ودورة أخرى باستخدام ثاني أكسيد الكبريت في عام 1876. تم تصنيع كل من الأكسجين السائل والنيتروجين السائل لأول مرة في عام 1883 ؛ تم صنع الهيدروجين السائل لأول مرة في عام 1898 والهيليوم السائل في عام 1908. تم تصنيع غاز البترول المسال لأول مرة في عام 1910. تم تسجيل براءة اختراع للغاز الطبيعي المسال في عام 1914 مع أول إنتاج تجاري في عام 1917.
على الرغم من عدم وجود حدث واحد يمثل بداية صناعة الغاز الصناعي، إلا أن الكثيرين يعتبرونها ثمانينيات القرن التاسع عشر مع بناء أول أسطوانات غاز عالية الضغط. في البداية كانت الأسطوانات تستخدم في الغالب لثاني أكسيد الكربون في الكربنة أو توزيع المشروبات. في عام 1895، تم تطوير دورات ضغط التبريد بشكل أكبر لتمكين إسالة الهواء،  وعلى الأخص بواسطة كارل فون ليندة  السماح بكميات أكبر من إنتاج الأكسجين وفي عام 1896 اكتشاف كميات كبيرة من الأسيتيلين يمكن إذابتها في الأسيتون وتحويلها يسمح غير المتفجر بالتعبئة الآمنة للأسيتيلين.
كان أحد الاستخدامات المهمة بشكل خاص هو تطوير اللحام وقطع المعادن باستخدام الأكسجين والأسيتيلين منذ أوائل القرن العشرين. مع تطوير عمليات إنتاج الغازات الأخرى، تم بيع العديد من الغازات في اسطوانات دون الحاجة إلى مولد غاز.

## تكنولوجيا إنتاج الغاز

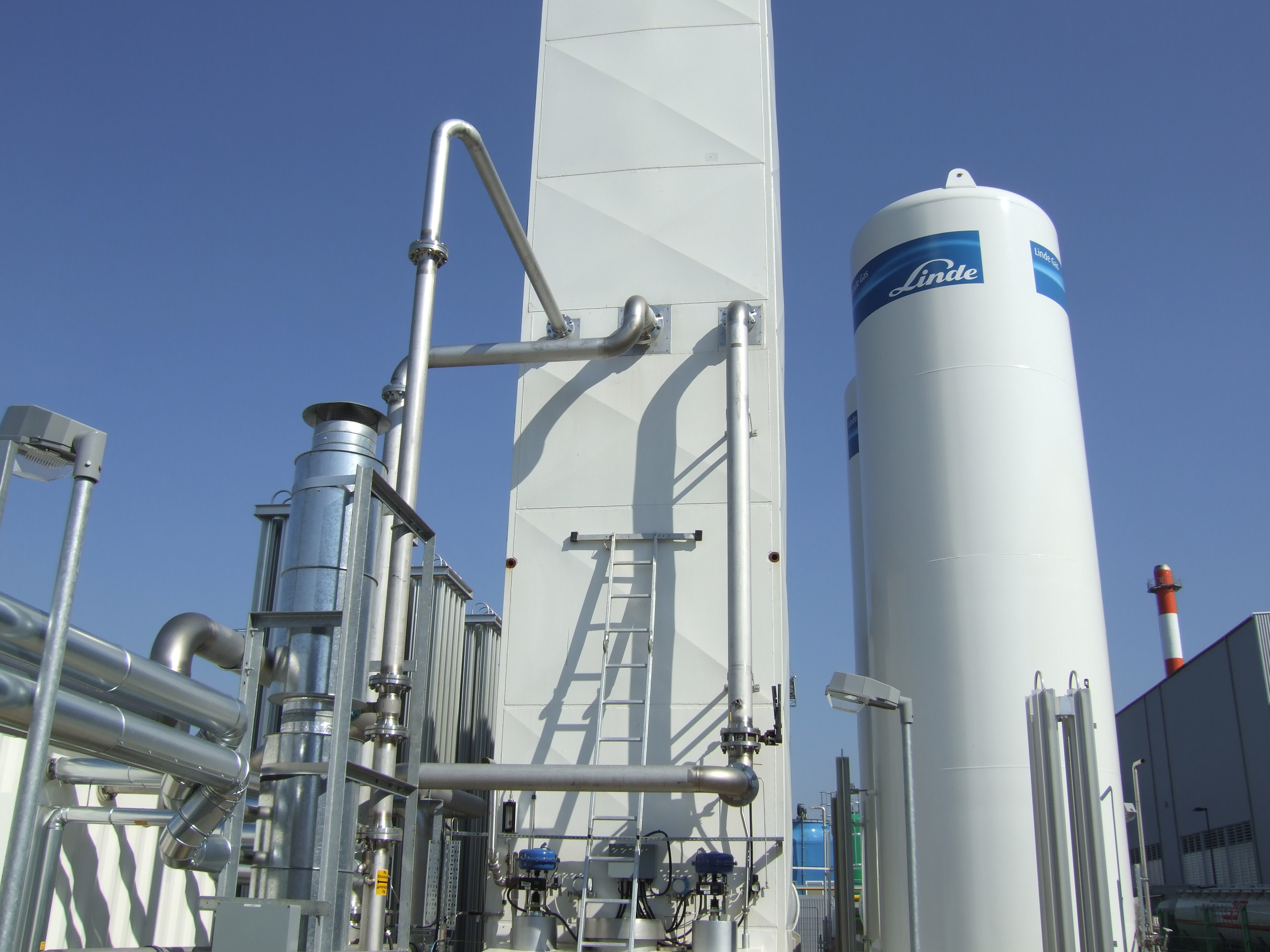
عمود التقطير في محطة فصل الهواء المبردة

تقوم محطات فصل الهواء بتكرير الهواء في عملية الفصل، وبالتالي تسمح بإنتاج كميات كبيرة من النيتروجين والأرجون بالإضافة إلى الأكسجين - وغالبًا ما يتم إنتاج هذه الأنواع الثلاثة أيضًا كسائل مبرد. لتحقيق درجات حرارة التقطير المنخفضة المطلوبة، تستخدم وحدة فصل الهواء (ASU) دورة تبريد تعمل عن طريق تأثير جول-طومسون. بالإضافة إلى غازات الهواء الرئيسية، فإن فصل الهواء هو أيضًا المصدر العملي الوحيد لإنتاج الغازات النبيلة النادرة مثل النيون والكريبتون والزينون.
تسمح التقنيات المبردة أيضًا بإسالة الغاز الطبيعي والهيدروجين والهيليوم. في معالجة الغاز الطبيعي، تُستخدم تقنيات التبريد لإزالة النيتروجين من الغاز الطبيعي في وحدة رفض النيتروجين؛ عملية يمكن استخدامها أيضًا لإنتاج الهيليوم من الغاز الطبيعي حيث تحتوي حقول الغاز الطبيعي على هيليوم كافية لجعل ذلك اقتصاديًا. غالبًا ما استثمرت شركات الغاز الصناعي الكبرى في مكتبات براءات اختراع واسعة النطاق في جميع مجالات أعمالها، ولكن بشكل خاص في مجال التجميد.

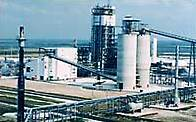
تغويز

تكنولوجيا الإنتاج الرئيسية الأخرى في الصناعة هي الإصلاح. إعادة التشكيل بالبخار هي عملية كيميائية تُستخدم لتحويل الغاز الطبيعي والبخار إلى غاز تخليقي يحتوي على الهيدروجين وأول أكسيد الكربون مع ثاني أكسيد الكربون كمنتج ثانوي. تعتبر الأكسدة الجزئية وإعادة التشكيل الذاتي عمليات متشابهة ولكنها تتطلب أيضًا أكسجين من (ASU). غالبًا ما يكون غاز التخليق مقدمة للتخليق الكيميائي للأمونيا أو الميثانول. ثاني أكسيد الكربون الناتج هو غاز حمضي ويتم إزالته بشكل أكثر شيوعًا بمعالجة الأمين. يمكن عزل ثاني أكسيد الكربون المفصول هذا في خزان احتجاز الكربون أو استخدامه لاستخلاص النفط المحسن.
تعد تقنيات فصل الهواء وإعادة تشكيل الهيدروجين حجر الزاوية في صناعة الغازات الصناعية وتشكل أيضًا جزءًا من التقنيات المطلوبة للعديد من تغويز الوقود (بما في ذلك IGCC) والتوليد المشترك للطاقة وغاز عملية فيشر-تروبش إلى السوائل. يحتوي الهيدروجين على العديد من طرق الإنتاج وقد يكون وقودًا بديلاً محايدًا للكربون إذا تم إنتاجه عن طريق التحليل الكهربائي للماء (بافتراض أن الكهرباء يتم إنتاجها في محطات الطاقة النووية أو غيرها من محطات توليد الطاقة منخفضة الكربون بدلاً من إعادة تشكيل الغاز الطبيعي وهو الطريقة السائدة). أحد الأمثلة على استبدال استخدام الهيدروكربونات هو أوركني؛  راجع اقتصاد الهيدروجين لمزيد من المعلومات حول استخدامات الهيدروجين. تستخدم ناسا الهيدروجين السائل في مكوك الفضاء كوقود للصواريخ.

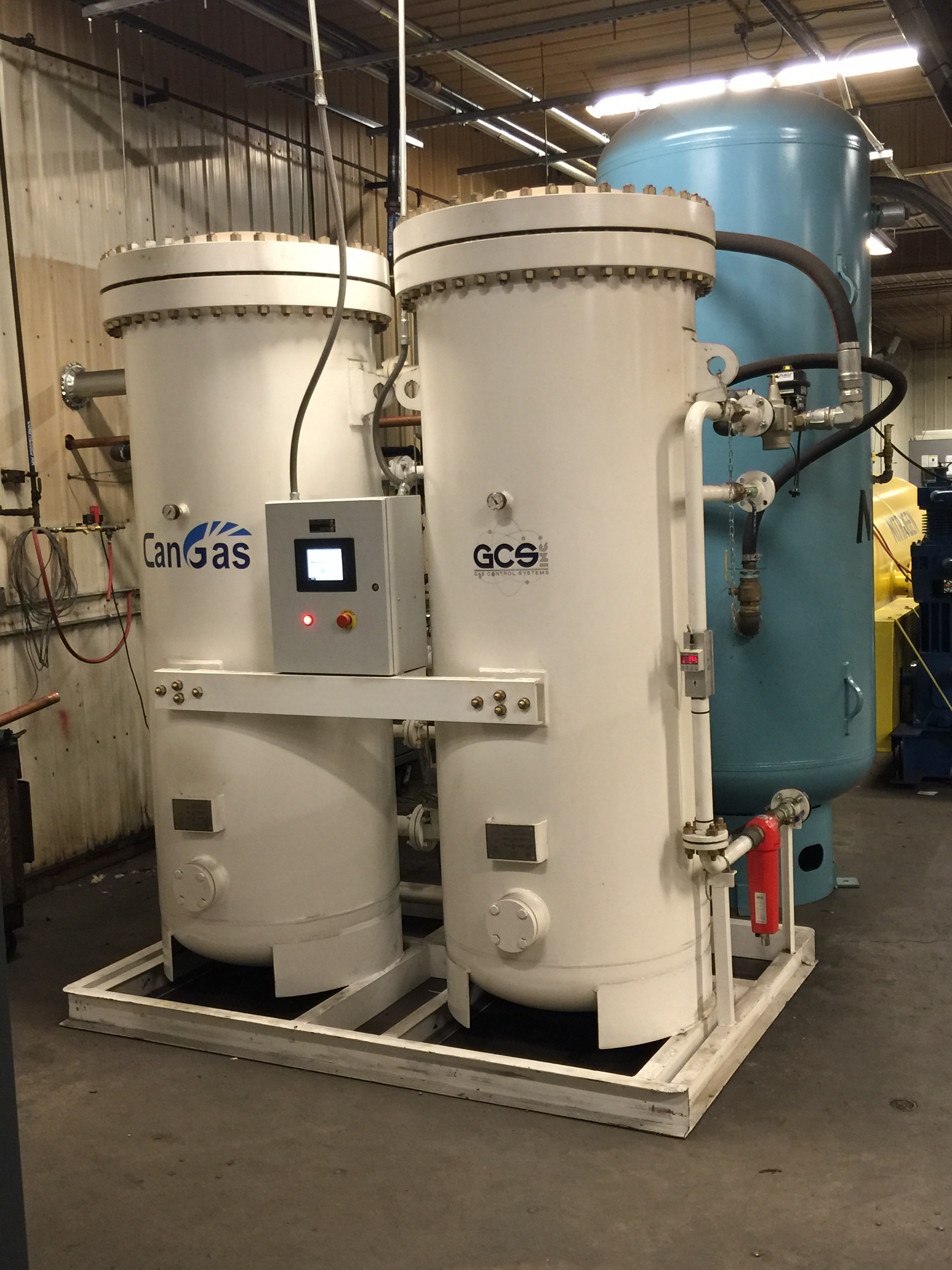
مولد النيتروجين

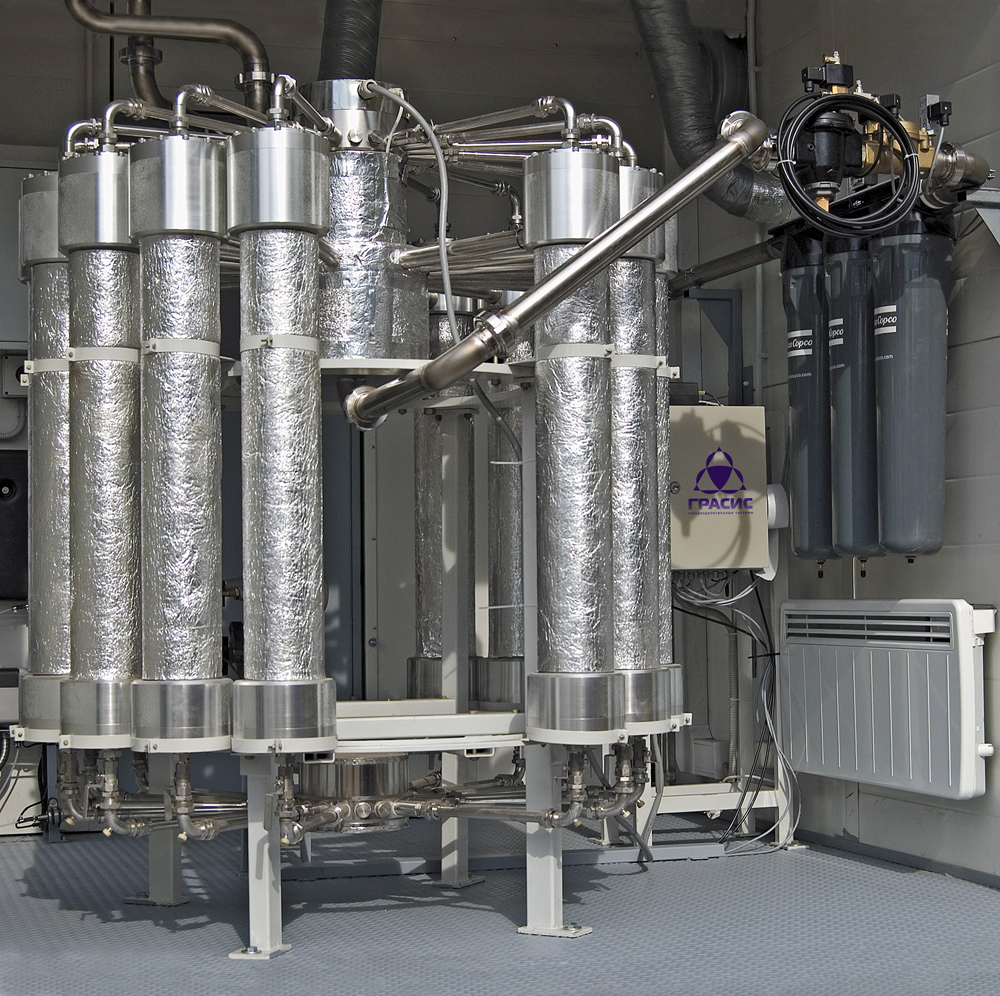
مولد النيتروجين الغشاء

تُستخدم أيضًا تقنيات فصل الغازات الأبسط، مثل الأغشية أو المناخل الجزيئية المستخدمة في امتزاز تأرجح الضغط أو امتزاز التأرجح الفراغي لإنتاج غازات هواء منخفضة النقاوة في مولدات النيتروجين ومحطات الأكسجين. ومن الأمثلة الأخرى التي تنتج كميات أقل من الغاز مولدات الأكسجين الكيميائية أو مكثفات الأكسجين.
بالإضافة إلى الغازات الرئيسية الناتجة عن فصل الهواء وإصلاح الغاز التخليقي، توفر الصناعة العديد من الغازات الأخرى. بعض الغازات هي ببساطة منتجات ثانوية من صناعات أخرى، والبعض الآخر يتم شراؤه في بعض الأحيان من منتجين كيميائيين كبار آخرين، ويتم تكريره وإعادة تعبئته؛ على الرغم من أن قلة منها لديها عمليات إنتاج خاصة بها. ومن الأمثلة على ذلك كلوريد الهيدروجين الناتج عن حرق الهيدروجين في الكلور، وأكسيد النيتروز الناتج عن التحلل الحراري لنترات الأمونيوم عند تسخينه برفق، والتحليل الكهربائي لإنتاج الفلور والكلور والهيدروجين، وتفريغ الإكليل الكهربائي لإنتاج الأوزون من الهواء أو الأكسجين.
يمكن توفير الخدمات والتكنولوجيا ذات الصلة مثل الفراغ، والذي يتم توفيره غالبًا في أنظمة الغاز بالمستشفيات؛ هواء مضغوط منقى أو التبريد. نظام آخر غير عادي هو مولد الغاز الخامل. قد تقوم بعض شركات الغاز الصناعي أيضًا بتوريد المواد الكيميائية ذات الصلة، وخاصة السوائل مثل البروم وأكسيد الإيثيلين.

## توزيع الغاز

### طريقة توريد الغاز

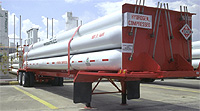
مقطورة أنبوب الهيدروجين المضغوط

يتم توفير معظم المواد الغازية عند درجة الحرارة والضغط المحيطين كغاز مضغوط. A ضاغط الغاز يستخدم لضغط الغاز في تخزين أوعية الضغط (مثل قنابل الغاز، اسطوانات الغاز أو المقطورات أنبوب) من خلال الأنابيب النظم. تعتبر اسطوانات الغاز أكثر أنواع تخزين الغاز شيوعًا  ويتم إنتاج أعداد كبيرة في منشأة "تعبئة الأسطوانات".
ومع ذلك، لا يتم توفير جميع الغازات الصناعية في المرحلة الغازية. بعض الغازات عبارة عن أبخرة يمكن تسييلها في درجة حرارة محيطة تحت الضغط وحده، بحيث يمكن أيضًا توفيرها كسائل في حاوية مناسبة. هذا التغيير في الطور يجعل هذه الغازات مفيدة أيضًا كمبردات محيطة وأهم الغازات الصناعية بهذه الخاصية هي الأمونيا (R717) والبروبان (R290) والبيوتان (R600) وثاني أكسيد الكبريت (R764). يحتوي الكلور أيضًا على هذه الخاصية ولكنه شديد السمية والتآكل والتفاعل بحيث لا يتم استخدامه كمبرد. تظهر بعض الغازات الأخرى تغيرًا في هذا الطور إذا كانت درجة الحرارة المحيطة منخفضة بدرجة كافية؛ وهذا يشمل الإيثيلين (R1150) وثاني أكسيد الكربون (R744) والإيثان (R170) وأكسيد النيتروز (R744A) وسادس فلوريد الكبريت؛ ومع ذلك، لا يمكن تسييلها إلا تحت الضغط إذا بقيت أقل من درجات الحرارة الحرجة التي تبلغ 9 درجة مئوية لـ C 2 H 4 ؛ 31 درجة مئوية لثاني أكسيد الكربون 2 ؛ 32 °C لـ C 2 H 6 ؛ 36 °C لـ N 2 O ؛ 45 درجة مئوية لـ SF 6. يتم توفير جميع هذه المواد أيضًا على شكل غاز (وليس بخار) عند ضغط 200 بار في أسطوانة غاز لأن هذا الضغط أعلى من ضغطها الحرج.
لا يمكن توفير الغازات الدائمة (تلك ذات درجة الحرارة الحرجة أقل من المحيط) إلا في صورة سائلة إذا تم تبريدها أيضًا. يمكن استخدام جميع الغازات كمبرد حول درجات الحرارة التي تكون عندها سائلة؛ على سبيل المثال، يتم استخدام النيتروجين (R728) والميثان (R50) كمبرد في درجات الحرارة المبردة.
يمكن إنتاج ثاني أكسيد الكربون بشكل استثنائي على شكل مادة صلبة باردة تُعرف بالجليد الجاف، والذي يتسامى مع ارتفاع درجة حرارته في الظروف المحيطة، وخصائص ثاني أكسيد الكربون لا يمكن أن يكون سائلاً عند ضغط أقل من نقطته الثلاثية البالغة 5.1 بار.
يتم أيضًا توفير الأسيتيلين بشكل مختلف. نظرًا لأنه غير مستقر وقابل للانفجار، يتم توفيره كغاز مذاب في الأسيتون داخل كتلة تعبئة في أسطوانة. الأسيتيلين هو أيضًا الغاز الصناعي المشترك الوحيد الذي يتسامى عند الضغط الجوي.

## توصيل الغاز

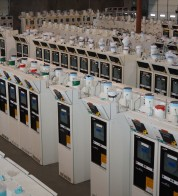
صور جرد غاز مجلس الوزراء

يمكن إنتاج الغازات الصناعية الرئيسية بكميات كبيرة وتسليمها للعملاء عبر خطوط الأنابيب، ولكن يمكن أيضًا تعبئتها ونقلها.
تُباع معظم الغازات في أسطوانات غاز ويباع بعضها كسوائل في حاويات مناسبة (على سبيل المثال ديوار) أو كسائل سائب يتم تسليمه بواسطة الشاحنات. كانت الصناعة تزود الغازات في الأصل في أسطوانات لتجنب الحاجة إلى توليد الغاز المحلي؛ ولكن بالنسبة للعملاء الكبار مثل مصانع الصلب أو مصافي النفط، يمكن بناء مصنع كبير لإنتاج الغاز في مكان قريب (يُطلق عليه عادةً منشأة «في الموقع») لتجنب استخدام عدد كبير من الأسطوانات المتشعبة معًا. بدلاً من ذلك، قد تقوم شركة الغاز الصناعي بتزويد المصنع والمعدات لإنتاج الغاز بدلاً من الغاز نفسه. قد تعرض شركة الغاز الصناعي أيضًا العمل كمشغل محطة بموجب عقد تشغيل وصيانة لمنشأة غازات للعميل، نظرًا لأنه عادةً ما يكون لديه خبرة في تشغيل مثل هذه المرافق لإنتاج أو مناولة الغازات لنفسه.
بعض المواد تشكل خطورة عند استخدامها كغاز؛ على سبيل المثال، الفلور شديد التفاعل والكيمياء الصناعية التي تتطلب الفلور غالبًا ما تستخدم فلوريد الهيدروجين (أو حمض الهيدروفلوريك) بدلاً من ذلك. هناك طريقة أخرى للتغلب على تفاعل الغاز وهي توليد الغاز عند الاقتضاء، وهو ما يتم، على سبيل المثال، باستخدام الأوزون.
وبالتالي، فإن خيارات التسليم هي توليد الغاز المحلي وخطوط الأنابيب والنقل السائب (الشاحنات والسكك الحديدية والسفن) والغازات المعبأة في اسطوانات الغاز أو حاويات أخرى.
غالبًا ما يتم نقل الغازات السائلة السائبة إلى صهاريج تخزين المستخدم النهائي. غالبًا ما يستخدم المستخدمون النهائيون أسطوانات الغاز (والأوعية المحتوية على الغاز السائل) لأنظمة التوزيع الصغيرة الخاصة بهم. غالبًا ما يتم تخزين أسطوانات الغاز السامة أو القابلة للاشتعال بواسطة المستخدمين النهائيين في خزانات الغاز للحماية من الحريق الخارجي أو من أي تسرب.

## ما الذي يحدد الغاز الصناعي
الغاز الصناعي عبارة عن مجموعة من المواد التي يتم تصنيعها خصيصًا للاستخدام في الصناعة وهي أيضًا غازية عند درجة الحرارة والضغط المحيط. إنها مواد كيميائية يمكن أن تكون غازًا أساسيًا أو مركبًا كيميائيًا عضويًا أو غير عضوي، وتميل إلى أن تكون جزيئات منخفضة الوزن الجزيئي. يمكن أن تكون أيضًا مزيجًا من الغازات الفردية. لها قيمة كمادة كيميائية؛ سواء كمواد وسيطة، أو في تحسين العملية، أو كمنتج نهائي مفيد، أو لاستخدام معين؛ في مقابل الحصول على قيمة وقود «بسيط».
يُعرَّف مصطلح «الغازات الصناعية»  بعض الأحيان على أنه الغازات الرئيسية المباعة فقط، وهي: النيتروجين والأكسجين وثاني أكسيد الكربون والأرجون والهيدروجين والأسيتيلين والهيليوم. يتم إعطاء العديد من الأسماء للغازات خارج هذه القائمة الرئيسية من قبل شركات الغاز الصناعية المختلفة، ولكن بشكل عام تندرج الغازات في فئات «الغازات المتخصصة»، «الغازات الطبية»، «غازات الوقود» أو «غازات التبريد». ومع ذلك، يمكن أيضًا معرفة الغازات من خلال استخداماتها أو الصناعات التي تخدمها، ومن ثم «غازات اللحام» أو «غازات التنفس»، وما إلى ذلك؛ أو حسب مصدرها، كما في «غازات الهواء»؛ أو عن طريق طريقة توريدها كما هو الحال في «الغازات المعبأة». يمكن أيضًا تسمية الغازات الرئيسية «الغازات السائبة» أو «غازات الحمولة».
من حيث المبدأ، من المحتمل أن يكون لأي خليط غاز أو غاز تبيعه «صناعة الغازات الصناعية» بعض الاستخدامات الصناعية ويمكن تسميته «غاز صناعي». من الناحية العملية، من المحتمل أن تكون «الغازات الصناعية» مركبًا نقيًا أو خليطًا من تركيبة كيميائية دقيقة، معبأة أو بكميات صغيرة، ولكن بنقاوة عالية أو مصممة لاستخدام محدد (مثل أوكسي أسيتيلين). قوائم الغازات الأكثر أهمية مدرجة في «الغازات» أدناه.
هناك حالات لا يسمى فيها الغاز عادة «غاز صناعي»؛ بشكل أساسي حيث تتم معالجة الغاز للاستخدام لاحقًا لطاقته بدلاً من تصنيعه لاستخدامه كمادة كيميائية أو تحضير.
يُنظر إلى صناعة النفط والغاز على أنها متميزة. لذلك، في حين أنه من الصحيح أن الغاز الطبيعي هو «غاز» يستخدم في «الصناعة» - غالبًا كوقود، وأحيانًا كمادة وسيطة، وبهذا المعنى العام هو «غاز صناعي»؛ لا يستخدم هذا المصطلح بشكل عام من قبل المؤسسات الصناعية للهيدروكربونات التي تنتجها صناعة البترول مباشرة من الموارد الطبيعية أو في مصفاة النفط. المواد مثل غاز البترول المسال والغاز الطبيعي المسال عبارة عن مخاليط معقدة غالبًا بدون تركيبة كيميائية دقيقة والتي غالبًا ما تتغير أثناء التخزين.
يُنظر أيضًا إلى صناعة البتروكيماويات على أنها متميزة. لذلك لا توصف البتروكيماويات (المواد الكيميائية المشتقة من البترول) مثل الإيثيلين عمومًا على أنها «غازات صناعية».
يُعتقد أحيانًا أن الصناعة الكيميائية تختلف عن الغازات الصناعية؛ لذلك يمكن اعتبار مواد مثل الأمونيا والكلور «مواد كيميائية» (خاصة إذا تم توفيرها على شكل سائل) بدلاً من أو أحيانًا «غازات صناعية».
في بعض الأحيان، لا يعتبر إمداد الغاز الصغير الحجم للحاويات المحمولة يدويًا غازًا صناعيًا لأن الاستخدام يعتبر شخصيًا وليس صناعيًا؛ والموردون ليسوا دائمًا متخصصين في الغاز.
تستند هذه الترسيمات إلى الحدود المتصورة لهذه الصناعات (على الرغم من وجود بعض التداخل في الممارسة)، ومن الصعب تعريف علمي دقيق. لتوضيح «التداخل» بين الصناعات:
تاريخيًا، كان يمكن اعتبار غاز الوقود المُصنَّع (مثل غاز المدينة) غازًا صناعيًا. غالبًا ما يُنظر إلى Syngas على أنها بتروكيماويات ؛ على الرغم من أن إنتاجها هو تقنية الغازات الصناعية الأساسية. وبالمثل، فإن المشاريع التي تستخدم غاز المكب أو الغاز الحيوي، وخطط تحويل النفايات إلى طاقة، وكذلك إنتاج الهيدروجين، تظهر جميعها تقنيات متداخلة.
الهيليوم هو غاز صناعي، على الرغم من أن مصدره من معالجة الغاز الطبيعي.
يُرجح اعتبار أي غاز غازًا صناعيًا إذا تم وضعه في أسطوانة غاز (ربما باستثناء إذا تم استخدامه كوقود)
يعتبر البروبان غازًا صناعيًا عند استخدامه كمبرد، ولكن ليس عند استخدامه كمبرد في إنتاج الغاز الطبيعي المسال، على الرغم من أن هذه تقنية متداخلة.

## غازات

### الغازات الأولية
العناصر الكيميائية المعروفة التي يمكن الحصول عليها أو يمكن الحصول عليها من الموارد الطبيعية (بدون تحويل) والتي تكون غازية هي الهيدروجين والنيتروجين والأكسجين والفلور والكلور بالإضافة إلى الغازات النبيلة؛ ويشار إليها بشكل جماعي من قبل الكيميائيين باسم «الغازات الأولية». هذه العناصر كلها بدائية بصرف النظر عن غاز الرادون النبيل وهو نظائر مشعة أثرية تحدث بشكل طبيعي لأن جميع النظائر هي نويدات مشعة من الاضمحلال الإشعاعي. هذه العناصر كلها لافلزات.
(العناصر الاصطناعية ليس لها أي أهمية لصناعة الغاز الصناعي، ولكن للتأكد من اكتمالها العلمي، علما بأن فقد قيل، ولكن لم يثبت علميا أن العناصر المعدنية 112 (كوبرنيسيوم) و114 (فليروفيوم.) هي الغازات )
العناصر التي تكون جزيئات ذرة متجانسة مستقرة عند درجة حرارة وضغط قياسيين (STP)، هي الهيدروجين (H 2) والنيتروجين (N 2) والأكسجين (O 2)، بالإضافة إلى فلور الهالوجين (F 2) والكلور (Cl 2)). جميع الغازات النبيلة أحادية الذرة.
في صناعة الغازات الصناعية، يُستخدم مصطلح «الغازات الأولية» (أو أحيانًا أقل دقة «الغازات الجزيئية») لتمييز هذه الغازات عن الجزيئات التي هي أيضًا مركبات كيميائية.
الرادون مستقر كيميائيًا، لكنه مشع ولا يحتوي على نظير مستقر. أكثر نظائره استقرارًا، 222 Rn، له عمر نصف يبلغ 3.8 يومًا. ترجع استخداماته إلى نشاطه الإشعاعي بدلاً من كيمياءه ويتطلب معالجة متخصصة خارج معايير صناعة الغاز الصناعية. ومع ذلك يمكن إنتاجه كمنتج ثانوي لمعالجة خامات اليورانيوم. الرادون هو أثر مادة مشعة تحدث بشكل طبيعي (NORM) يتم مواجهتها في الهواء المعالج في ASU.
الكلور هو الغاز الأولي الوحيد الذي يعتبر بخارًا تقنيًا لأن STP أقل من درجة حرارته الحرجة؛ بينما يكون البروم والزئبق سائلين في STP، وبالتالي فإن بخارهما موجود في حالة توازن مع سائلهما في STP.
- - نيتروجين (N  2 )
  - أكسجين (O  2 )
  - الأرجون
- غازات نبيلة
  - الهليوم (HO)
  - نيون (نيون)
  - الأرجون
  - كريبتون
  - زينون (Xe)
  - رادون (آكانيوز)
- الغازات الأولية الأخرى
  - هيدروجين (H  2 )
  - كلور (Cl  2 ) (بخار)
  - الفلور (F  2 )

## الغازات الصناعية الشائعة الأخرى
توضح هذه القائمة الغازات الأخرى الأكثر شيوعًا التي تبيعها شركات الغاز الصناعي.
- - الأمونيا (NH  3 )
  - ثاني أكسيد الكربون (ثاني أكسيد الكربون  2 )
  - أول أكسيد الكربون (أول أكسيد الكربون)
  - كلوريد الهيدروجين (حمض الهيدروكلوريك)
  - أكسيد النيتروز (N  2  O)
  - ثلاثي فلوريد النيتروجين (NF  3 )
  - ثاني أكسيد الكبريت (SO  2 )
  - سادس فلوريد الكبريت (SF  6 )
- الغازات الهيدروكربونية
  - ميثان (CH  4 )
  - أسيتيلين (C  2  H  2 )
  - إيثان (C  2  H  6 )
  - إيثيلين (C  2  H  4 )
  - بروبان (C  3  H  8 )
  - بروبين (C  3  H  6 )
  - بوتان (C  4  H  10 )
  - بوتين (C  4  H  8 )
- مهم مخاليط الغاز
  - هواء
  - غازات التنفس
  - تشكيل الغاز
  - اللحام غاز التدريع
  - غاز تخليقي
  - خليط بنينج
  - المبردات المختلطة المستخدمة في دورات غاز طبيعي مسال

### الغازات المسيلة الهامة

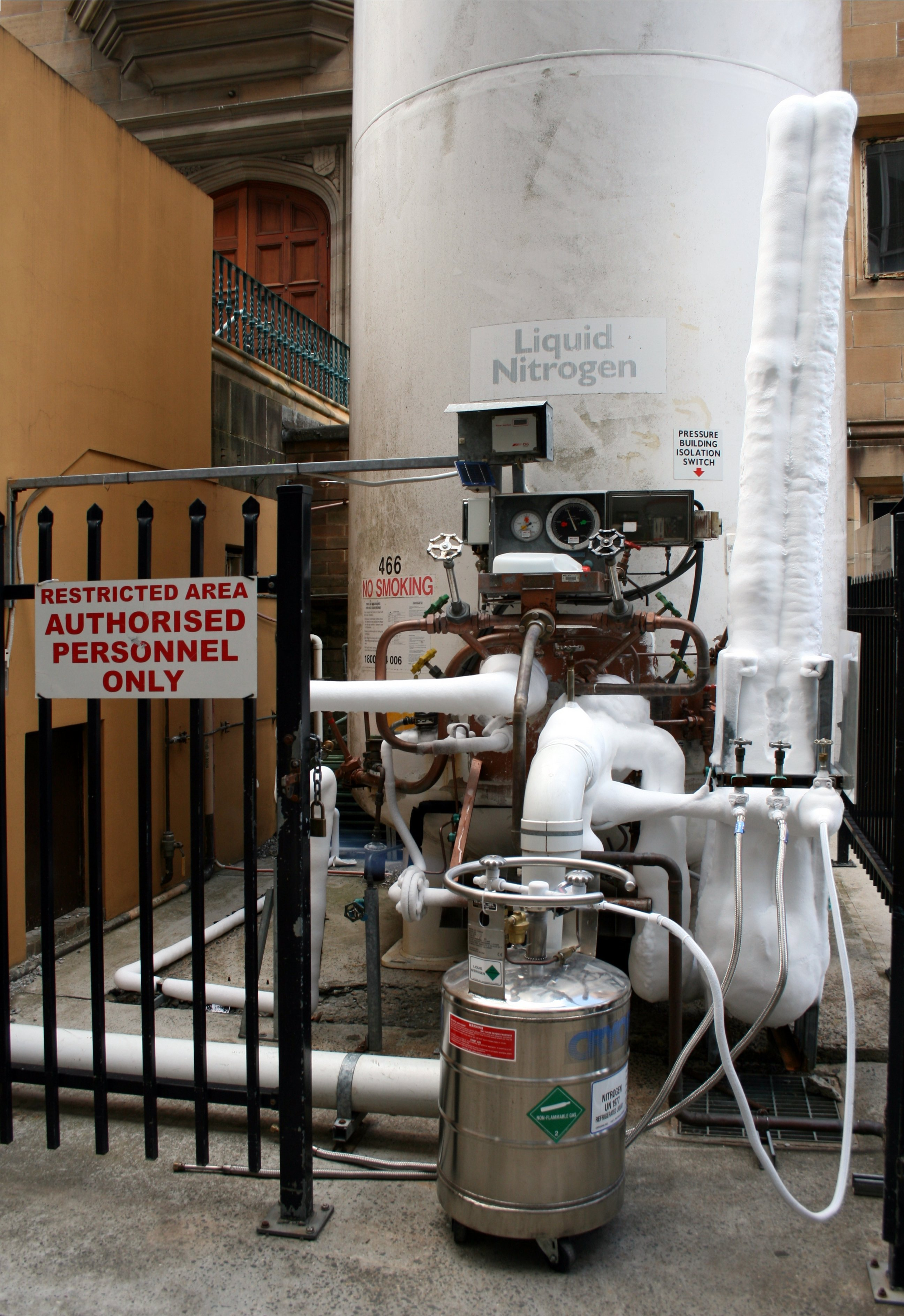
تعبئة ديوار بـ LIN من خزان التخزين

توضح هذه القائمة أهم الغازات المسيلة:
- أنتجت من الهواء.
  - نيتروجين سائل (لين).
  - الأكسجين السائل (LOX).
  - الأرجون السائل (LAR).
- أنتجت من مصادر مختلفة.
  - ثاني أكسيد الكربون السائل.
- يتم إنتاجه من المواد الخام الهيدروكربونية.
  - الهيدروجين السائل.
  - الهيليوم السائل.
- مخاليط الغاز الناتجة من اللقيم الهيدروكربوني.
  - الغاز الطبيعي المسال (LNG).
  - غاز البترول المسال (LPG).

## تطبيقات الغاز الصناعي

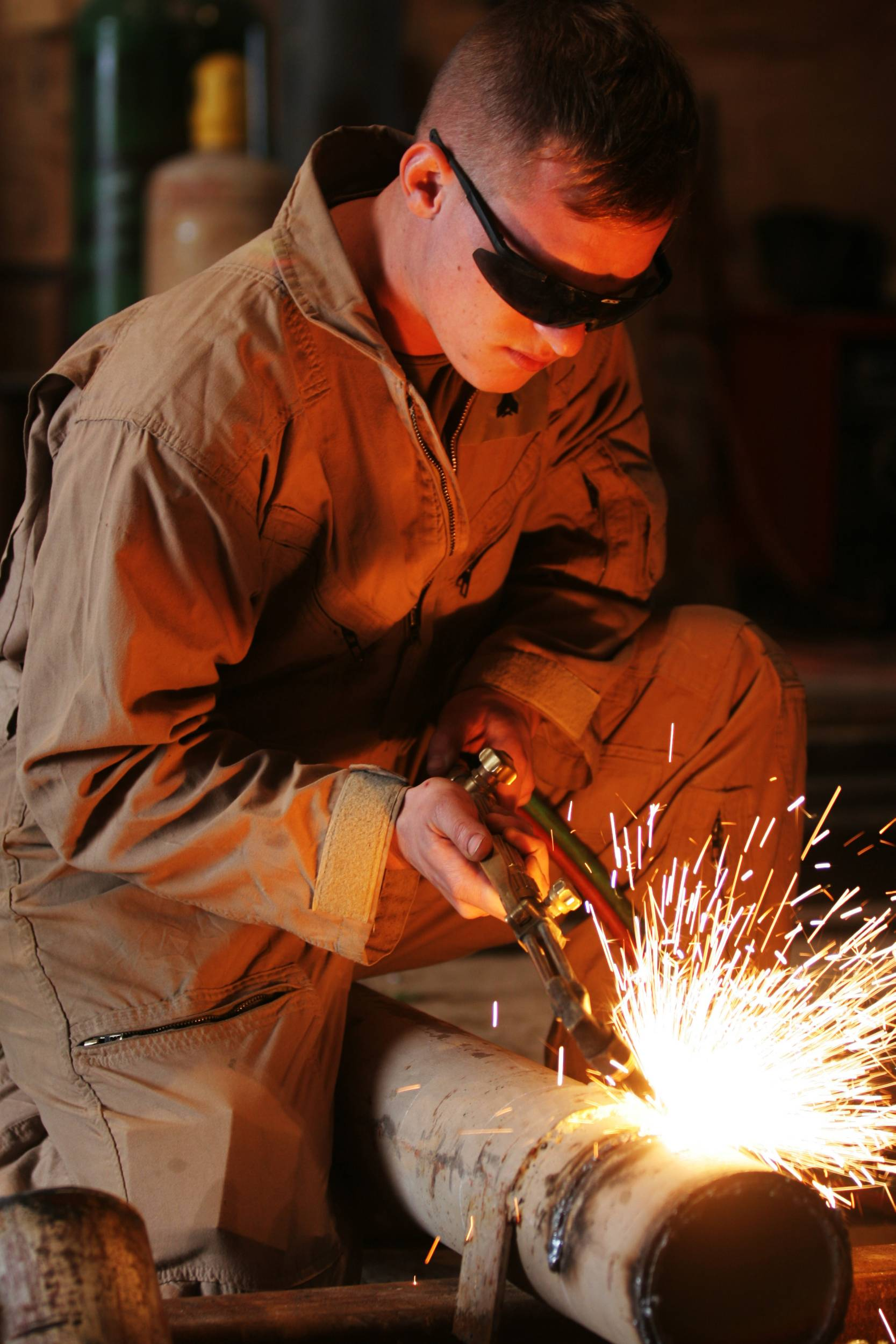
تستخدم شعلة القطع لقطع أنبوب فولاذي.

تتنوع استخدامات الغازات الصناعية، فيما يلي قائمة صغيرة بمجالات الاستخدام:
- - وقود الهباء الجوي.
  - بندقية ضغط الهواء / كرة الطلاء.
  - أداة بيرة.
  - غاز المعايرة.
  - المبرد.
  - وقود مبرد.
  - قص ولحام.
  - غاز عازل.
  - حماية البيئة.
  - مكافحة الحرائق / إخماد الحرائق الغازية.
  - معالجة الطعام.[35][36]
  - غاز التعبئة.
  - مصباح تفريغ الغاز.
  - علم القياس والقياس.
  - المختبر والأجهزة.
  - غازات للسلامة وخامل.
  - زجاج، سيراميك، معادن أخرى.
  - رفع الغاز.
  - العلاج بالغازات الطبية.
  - علم المعادن.
  - دافع.
  - ثلاجة.
  - وقود الصواريخ.
  - مطاط، بلاستيك، طلاء.
  - صناعة أشباه الموصلات في مصنع تصنيع أشباه الموصلات.
  - نافورة صودا.
  - معالجة المياه / معالجة المياه الصناعية.
  - الغوص تحت الماء.

## شركات
- AGA AB (جزء من مجموعة Linde)
- ايرجاس (جزء من ايرليكيد)
- اير ليكيد
- منتجات الهواء والكيماويات
- باسف
- BOC (جزء من مجموعة Linde)
- مصنعي الغاز الصناعي | غاز الاخوة
- جلف كرايو
- مجموعة Linde (المعروفة سابقًا باسم Linde AG)
- مجموعة Messer
- غازات موكس ليندي
- براكسير (جزء من مجموعة ليندي)
- Nippon Gases (جزء من شركة Taiyo Nippon Sanso)
- Matheson Tri-Gas (جزء من شركة Taiyo Nippon Sanso)
- روتاريكس
- صناعة غازات بريستول

## أنظر أيضا.
- اسطوانة غاز.
- اقتصاد الهيدروجين.
- تخزين الهيدروجين.
- إسالة الغازات.
- هواء سائل.
- معالجة الغاز الطبيعي.
- الجدول الزمني لاكتشافات العناصر الكيميائية.
- غاز الفرن اللافح